# Valley Center (Kansas)
Valley Center es una ciudad ubicada en el condado de Sedgwick en el estado estadounidense de Kansas. En el año 2010 tenía una población de 16822 habitantes y una densidad poblacional de 793,26 personas por km².

## Geografía
Valley Center se encuentra ubicada en las coordenadas 37°49′47″N 97°22′10″O / 37.82972, -97.36944 (37.829719, -97.369341).

## Demografía
Según la Oficina del Censo en 2000 los ingresos medios por hogar en la localidad eran de $50,683 y los ingresos medios por familia eran $56,667. Los hombres tenían unos ingresos medios de $42,917 frente a los $26,639 para las mujeres. La renta per cápita para la localidad era de $20,259. Alrededor del 2.3% de la población estaban por debajo del umbral de pobreza.